# Carl Hagemann (Intendant)
Christian Carl Hagemann (* 22. September 1871 in Harburg; † 24. Dezember 1945 in Wiesbaden) war ein deutscher Theaterdirektor und Theaterwissenschaftler.

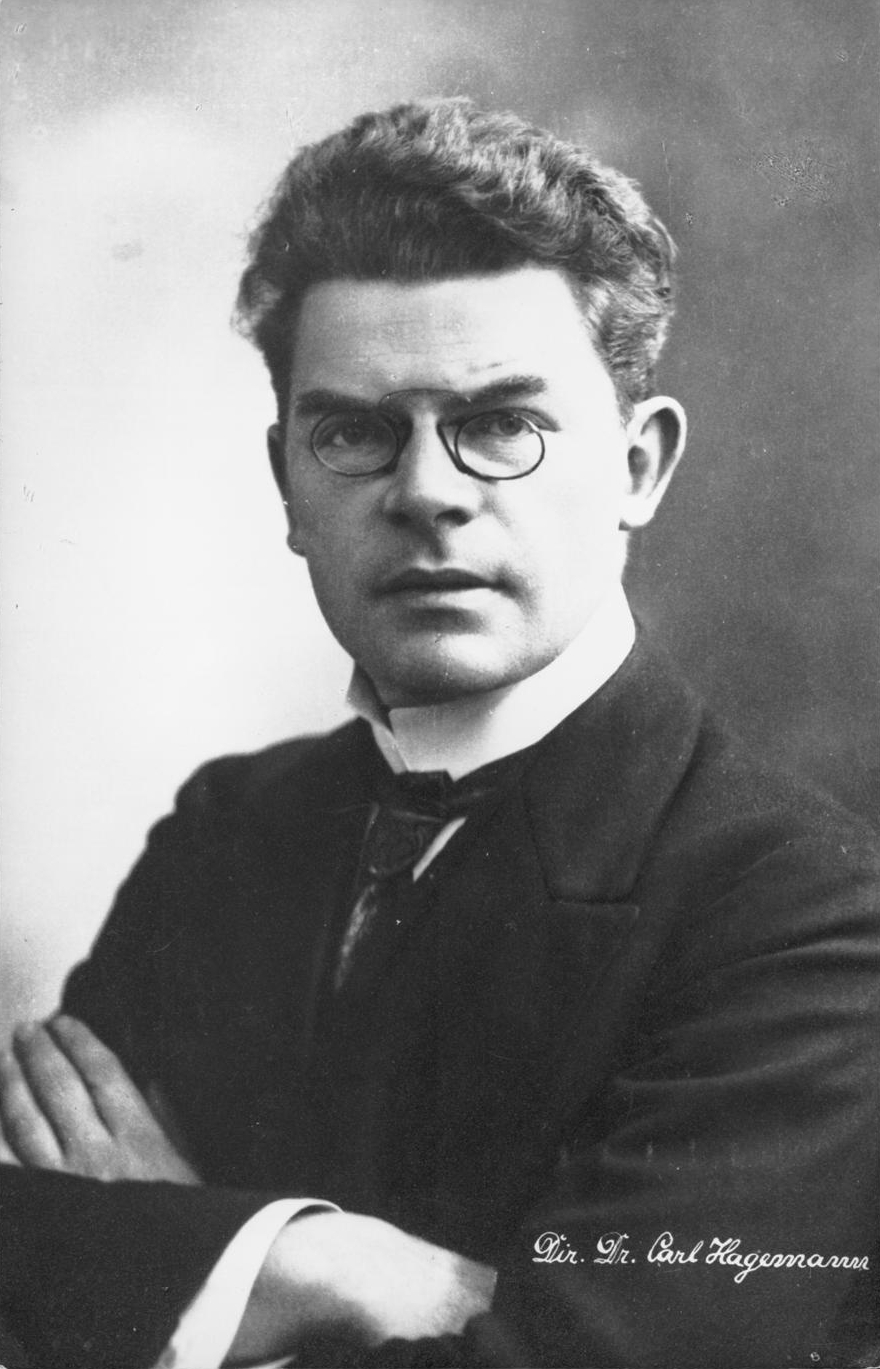
Carl Hagemann, Aufnahme von Arnold Mocsigay (1911)

## Leben und Wirken
Carl Hagemann war ein Sohn des Architekten und Maurers Carl Hagemann (1843–1916) und dessen Ehefrau Meta (1850–1925). Während seines Studiums wurde er 1891 Mitglied der Burschenschaft Germania Hannover. Er beendete ein Studium des Bauingenieurwesens an der TH Hannover nach bestandener Vorprüfung und studierte danach Theaterwissenschaften an Universitäten in Rostock (1898), als ältester Schüler Max Herrmanns in Berlin und später in Heidelberg. 1900 promovierte er dort über die „Geschichte des Theaterzettels“  zum Dr. phil und arbeitete ab 1901 als Redakteur für die Rheinisch-Westfälische Zeitung. 1906 übernahm er die Intendanz des Mannheimer Nationaltheaters, das er erfolgreich führte. Er griff im Theater Einflüsse Max Reinhardts und im Bereich der Oper von Hans Gregor auf. 1910 folgte er auf Alfred von Berger als künstlerischer Leiter des Deutschen Schauspielhauses in Hamburg, an dem er komplizierte Strukturen antraf: Heinrich Antoine-Feill bestimmte als Aufsichtsratsvorsitzender des Schauspielhauses die künstlerische Ausrichtung, überließ das wirtschaftliche Risiko aber dem Pächter und stellvertretenden Direktor Ernst Koehne. Außerdem gab es vier Schauspiel-Sozietäre, die ein Mitspracherecht hatten.
Hagemann bot am Hamburger Schauspielhaus erfolgreich Stücke der Moderne von August Strindberg und Uraufführungen von Frank Wedekind und bekannte Werke Arthur Schnitzlers. Kritik und Proteste erfuhr er erstmals für neuromantische Dramen Herbert Eulenbergs und 1911 für die dramatisch inszenierte Uraufführung des „Michel Michael“ von Richard Dehmel. Hagemann erhielt ebenfalls negative Kritiken für seine Bemühungen, die Gestaltung der Bühnenbilder zu reformieren: er verwendete statt historistischer Kulissen stilisierende Elemente, die mit ihrer farblichen Gestaltung den Inhalt der Stücke widerspiegeln sollten und setzte eine passende Beleuchtung. Damit prägte er den Begriff der „Stilbühne“. Hagemann arbeitete dabei mit bildenden Künstlern zusammen, was für das Schauspielhaus neu war. Als erste derartige Inszenierung entstand so 1912 Turandot von Karl Gustav Vollmoeller basierend auf der Fassung von Carlo Gozzi mit der Gestaltung des Bühnenbildes durch Ralf Voltmer.
Hagemann verstand in Hamburg nicht, aus den von ihm verpflichteten Schauspielern wie Maria Orska und Hermann Wlach und den Künstlern aus der Zeit Alfred von Bergers eine Einheit zu bilden und fand beim Publikum nur wenig Zuspruch. Aufgrund sinkender Einnahmen bei steigenden Kosten ließ der Aufsichtsrat der Aktiengesellschaft Deutsches Schauspielhaus seinen Vertrag nach zwei Jahren auslaufen. Hagemann unternahm daraufhin 1913 eine Weltreise und ging 1915 zurück an das Mannheimer Nationaltheater. 1920 wechselte er als Intendant nach Wiesbaden und übernahm 1930 einen Lehrauftrag der Friedrich-Wilhelms-Universität Berlin im Fachbereich Theaterwissenschaften. Außerdem übernahm er Aufträge als freier Regisseur.
Nach dem Zweiten Weltkrieg baute Hagemann, der Ende 1945 starb, die Theaterlandschaft in Wiesbaden wieder mit auf.

## Schriften
- Bühne und Welt. Erlebnisse und Betrachtungen eines Theaterleiters. Der Greif, Wiesbaden 1948.